# Fritz Worm (Dichter)
Fritz Worm (* 11. Juli 1863 in Barth; † 3. August 1931 in Alt Reddevitz) war ein deutscher Lehrer und Heimatdichter.

## Leben
Fritz Worm wurde als elftes Kind des Drechslermeisters Ferdinand Worm in Barth geboren. Nach dem ab 1870 erfolgenden Besuch der Volksschule in Barth absolvierte er ein Lehrerstudium. 1884 legte er die erste Lehrerprüfung am Seminar für Lehrerbildung in Pölitz bei Stettin ab. Er arbeitete dann von 1884 bis 1886 als Volksschullehrer in Niepars. 1890 folgte die zweite Lehrerprüfung in Franzburg. Bis 1892 unterrichtete er in der Dorfschule und am Schloss von Karnin. Wegen seiner „rebellischen“ Haltung – man hatte einen Artikel über die schlechten Wohnverhältnisse von Lehrern auf dem Lande, der in der Stralsunder Zeitung erschienen war, mit ihm in Verbindung gebracht – wurde er im Herbst 1892 nach Alt Reddevitz auf der Rügener Halbinsel Mönchgut „strafversetzt“. Dort gefiel es ihm so gut, dass er bis zu seinem Tod dort lebte. Am 1. Oktober 1928 ging er in den Ruhestand.
Seine Beisetzung erfolgte am 6. August 1931 auf dem Friedhof Middelhagen.

## Leistungen
Zu den Verdiensten Worms gehörte sein umfangreiches Schaffen plattdeutscher Literatur in Form von Gedichten, Erzählungen, Heimatbüchern und Theaterstücken. 1895 schuf er die Humoresken För Old un Jung.
Außerdem beschäftigte er sich mit der Bodenkunde. Der Direktor des Stralsunder Museums, Rudolf Baier, suchte nach ersten Veröffentlichungen Worms im Rügenschen Kreisblatt zu prähistorischen Funden, den bis dahin in den Fachfragen völlig unerfahrenen Worm auf und erläuterte ihm die Möglichkeiten, von Menschen bearbeitete Stücke von reinen Naturprodukten zu unterscheiden. Gemeinsam mit dem Braunschweiger Oberamtsrichter Ribbentrop führte er im Mönchgut Suchgrabungen durch, um Urnen oder andere Artefakte in prähistorischen Grabanlagen aufzufinden. Nach mehreren erfolglosen Versuchen gelang ihm der Fund einer Urne auf dem Bakenberg bei Alt Reddevitz.
Seine zahlreichen Funde übergab er später der Universität Greifswald. Sein bedeutendster Fund war ein Herzogsgrab genanntes Hünengrab aus der Jungsteinzeit (etwa 4000 Jahre alt) mit wertvollen Grabbeigaben, das er am Weg zwischen Göhren und Alt Reddevitz entdeckte. Worm hatte, fußend auf einer Sage, nach dem Grab im Mönchguter Forst gesucht. Die Ausgrabung erfolgte ab 1920 durch die Universität Greifswald.
Fritz Worm setzte sich sehr für die Erhaltung des Mönchguter Brauchtums und der plattdeutschen Sprache ein. 1898 war er Mitbegründer des Göhrener Strandtheaters, bis 1902 gab er die Wochenschrift De truge Husfründ heraus. Er veröffentlichte Sammlungen Mönchguter Sagen und Anekdoten. 1903 gehörte er zu den Gründungsmitgliedern des Mönchguter Lehrervereins, zu dessen Ehrenmitglied er später ernannt wurde. Im Jahr 1908 war er Gründungsmitglied der Ortsgruppe für die Erhaltung Mönchguter Volkstrachten. 1928 wurde ihm der Ehrenschild für Verdienste in Vorpommern verliehen. Am 19. Dezember 1930 wurde er zum Ältesten im Gemeindekirchenrat des Kirchspiels Middelhagen ernannt.
In seiner Geburtsstadt Barth, in Putbus auf Rügen und in Baabe auf dem Mönchgut wurden Straßen nach ihm benannt. Ein Findling vor dem Lobber Ort, der Fritz-Worm-Stein, erhielt seinen Namen.

## Werke
- För Old un Jung. Bergen und Saßnitz 1895.
- Mönchgauder Spaukgeschichten. Greifswald 1898.
- Ut de Mönchgauder Spinnstuw. Greifswald 1898.
- Der Landesverräter. (= Rügensche Volksbücherei. Band 1) Hermann Baethke, Bergen auf Rügen 1910, urn:nbn:de:gbv:9-g-5276381.
- Aus der Urzeit der Halbinsel Mönchgut. Alt Reddevitz 1928, Neuherausgabe als Faksimiledruck 2006.
- Rügenlied (Aus den blauen Meeresfluten).
- Rügen, teure Heimat (Auf nun lasst uns wandern). Beide vertont von Hermann Bendix.